# Theophilosz (költő)
Theophilosz, Theophilos, Theophilus (Kr. e. IV. század) görög költő.
Az attikai komédia utolsó képviselője volt, a drámaversenyeken egyetlen győzelmet ért el. Nyolc (esetleg kilenc) darabjának címét ismerjük, és néhány apró töredékét. Ezek alapján művei jórészt mítoszparódiák voltak. Versmértéke a jambus volt. Életéről semmi közelebbit nem tudunk.